# Петрово (Усть-Кубинский район)
Петрово — деревня в Усть-Кубинском районе Вологодской области.
Входит в состав Троицкого сельского поселения, с точки зрения административно-территориального деления — в Троицкий сельсовет.
Расстояние по автодороге до районного центра Устья — 50 км, до центра муниципального образования Бережного — 8 км. Ближайшие населённые пункты — Михайловская, Соколово, Конаново, Погорельцево, Тороповская.
По данным переписи в 2002 году постоянного населения не было.